# Сіку (музичний інструмент)

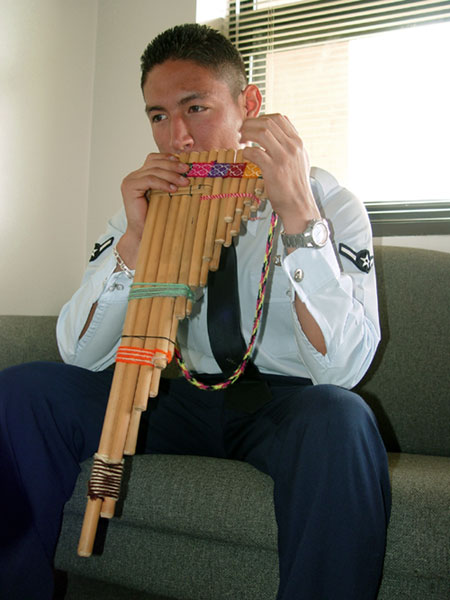
Гра на сіку

Сіку (айм., кеч. siku) — тип андійської флейти Пана, що складається з двох рядів трубок (на відміну від одного у антари) різної довжини. Сіку широко використовується в андійській музиці, це один з головних інструментів музичних стилів уайно, сікурі і канту.